# موتور عبد الرحمن نارويي
موتور عبد الرحمن نارويي (بالإنجليزية: Mowtowr-e Abdal Rahman Naruyi)‏ هي منطقة سكنية تقع في سيستان وبلوتشستان في إيران. يقدر عدد سكانها بـ 30 نسمة .